# Mikó család
A hídvégi nemes és gróf Mikó család Erdély legrégebbi székely családainak egyike, mely közös törzsből ered a hídvégi Nemes családdal és a kőröspataki Kálnoky családdal.

## Története
A Mikó család törzse a Sebusinak is írt Akadás, aki talán a 12. században, 1182-ben élt és Sombor, Gerebencs és Sólyomkő ura volt.
A fent említett Akadás, illetve Sebusinak fia volt Vince comes', aki 1253 körül élt, és Hídvég, Árapataka és Erősd nevű helységeket nyerte el. Vince comesnak három fia volt: Mikó, Egyed és Domokos.
Mikó nevű fiától származik a Mikó család. Egyed nevű fia utód nélkül halt meg, míg Domokos nevű fiától a gróf Nemes család származik.
A Mikó család eleinte előnevét Bodokról és Olthszeméről írta.

## A Mikó család nevezetesebb tagjai
- Mikó Miklós - III. Ferenc fia (1606). Neje Tomori Petronella volt. Nevét az 1694 évi kolozsvári gyűlés végzésében említették. Ő volt az, aki Báthory András bíbornok mellett egyedül maradt, és ki hűségének áldozata lett. Négy gyermeke közül egy fia

volt; II. Miklós (1640-1660), kinek neje Mikes Anna volt. II. Miklós nevű fia 1646 körül egy ideig követ volt a Portánál.
- Mikó Imre - Erdély Széchényije. 1837-ben korm. tanácsos, 1847-ben Erdély kincstárnoka, 1848-ban főkormányzói helyettes. Az 1848–49-es forradalom és szabadságharc után a tudományoknak és művészeteknek élve, munkásságát a közintézetek gyarapodásának és Erdély virágzása előmozdításának szentelte. Az erdélyi múzeum alapítására saját telkét és palotáját ajándékozta oda.
- Nagy Iván: Magyarország családai czímerekkel és nemzékrendi táblákkal. Pest: Ráth Mór. 1857–1868.
- Kemény János Önéletírása.